# Степанов, Владимир Алексеевич (депутат)
Влади́мир Алексе́евич Степа́нов (род. 16 января 1949) — российский политический деятель. Депутат Государственной думы второго созыва (1995—1999). 

## Биография
Высшее образование по специальности «инженер-механик» получил в Ярославском политехническом институте. Закончил Московскую ВПШ. Работал в Ярославском районе, сначала заместителем председателя, а затем — председателем колхоза «Прогресс». Был депутатом Ярославского областного Совета народных депутатов.  
В 1992 году — заместитель генерального директора АООТ «Североход».
В октябре 1995 года вошёл в список избирательного объединения «Коммунистическая партия Российской Федерации». 17 декабря 1995 года избран депутатом Государственной думы второго созыва по списку КПРФ (1995—1999). 
С 16 по 31 января 1996 года — член фракции КПРФ в Госдуме.  
31 января 1996 года утверждён в составе Комитета Государственной Думы по промышленности, строительству, транспорту и энергетике. 
1 февраля 1996 года перешёл в Аграрную депутатскую группу. 
На выборах в Государственную думу третьего созыва, состоявшихся 19 декабря 1999 года, баллотировался по Кировскому избирательному округу № 189. В итоге, с результатом 8,1%  (29 759 голосов), занял 5 место среди 17 кандидатов. Победу на этих выборах одержал, выдвинутый группой избирателей, Сергей Загидуллин, набравший 23,56%.